# Kauai
Kauai (hawaiiska: Kauaʻi) är den fjärde största av Hawaiiöarna med en yta på 1 446 kvadratkilometer. Den ligger 170 kilometer nordväst om Oahu. Ön benämns ofta "The Garden Isle" på grund av sin oerhört rika växtlighet. Kauai är en populär plats för filminspelningar. En av de mest kända filmerna som är inspelad här är Jurassic Park. 
På Kauais västra sida finns en kustlinje, Na Pali Coast, där en vandringsled går. Andra kända platser på ön är Waimea Canyon (en grön canyon), Fort Elisabeth och Kipu Falls.